# Erich Diehl
Erich Diehl (* 13. Januarjul. / 25. Januar 1890greg. in Dünaburg (Daugavpils); † 2. Juni 1952 in Jena) war ein deutschbaltischer Klassischer Philologe.

## Leben
Erich Diehl war der Sohn des Diplom-Ingenieurtechnikers Wilhelm Diehl und seiner Frau Clara geb. Jensen. Sein Vater war bei einem russischen Eisenbahnprojekt beschäftigt, weshalb die Familie mehrmals umzog. Erich Diehl besuchte ab 1897 die Petri-Paul-Schule in Moskau und von 1902 bis 1908 das reformierte St.-Petri-Gymnasium in St. Petersburg. Das Reifezeugnis bestand er als Klassenbester (primus omnium) mit Auszeichnung. Für seine hervorragenden Leistungen wurde ihm eine Goldmedaille verliehen.
Von 1908 bis 1913 studierte Diehl Klassische Philologie an der Universität St. Petersburg. Von 1912 bis 1915 arbeitete Diehl als Hilfslehrer an den Petersburger Schulen St. Petri und Catharinen. Seine akademischen Lehrer Michael Rostovtzeff und Tadeusz Stefan Zieliński führten ihn an die Altertumswissenschaft heran und förderten seine Laufbahn: 1913, nach dem Staatsexamen und der Diplomprüfung, erhielt Diehl ein staatliches Stipendium, das ihm die Vorbereitung auf eine wissenschaftliche Laufbahn ermöglichte. Von 1913 bis 1915 nahm er an mehreren Grabungskampagnen in Olbia am Schwarzen Meer teil, wo er den Grundstein für seine späteren topografischen Forschungen legte. Während des Studiums war Diehl ehrenamtlich als Vorstand des studentischen Vereins der Philologen und als Bibliothekar am Seminar für Klassische Philologie tätig. Im April 1916 legte er bei Zielinski das Magisterexamen ab.
Auf Zielinskis Anregung hin beschäftigte sich Diehl mit den literarischen Papyri. In seiner Diplomarbeit (1913) hatte er die Tragödie Eurypylos des Sophokles rekonstruiert. In seiner Magisterarbeit (1916) rekonstruierte er die Aitia des Kallimachos, dessen Werk fortan einen Forschungsschwerpunkt von Diehl darstellte. Nach zwei Probevorlesungen erhielt Diehl die venia legendi im Fach Klassische Philologie. Im Sommer 1916 nahm er an einer Expedition nach Turkmenistan teil, bei der zahlreiche römische Münzen gefunden wurden. Zur Bearbeitung dieses Fundes kam Diehl wegen der Ereignisse der Russischen Revolution nicht mehr.
Zum 1. Juli 1917 nahm Diehl einen Ruf auf den Lehrstuhl für Klassische Philologie an der Universität Tomsk an, den ihm die Gelehrtenkommission der provisorischen Regierung angetragen hatte. In Tomsk übernahm Diehl zahlreiche neue Pflichten: Er wurde Gründungsmitglied der Gesellschaft für Geschichte, Archäologie und Ethnografie und Prodekan, später Dekan der philosophischen Fakultät. Er gehörte auch dem Aufsichtsrat der Universität und dem Direktorium der Lehrerbildungsanstalt für neue Sprachen an. 1921 heiratete er die Baltendeutsche Mary Waldenburg.
Neben allen Aufgaben blieb Diehl weiterhin produktiv: Er verfasste wissenschaftliche und populäre Aufsätze und hielt verschiedene Vorträge in Tomsk. Dennoch war er unzufrieden und nahm daher gern das Angebot der Universität Riga an, dorthin umzusiedeln. An Ernst Felsberg, einen Professor und leitenden Mitarbeiter der Universität, schrieb er in seinem Antwortbrief: „Erstens würde ich mit Freuden in meiner Vaterstadt arbeiten, um zu ihrem geistigen Emporblühen beizutragen. Zweitens halte ich es für meine Pflicht, der Wissenschaft, […] die hier in Tomsk von Staatswegen unterdrückt wird, eine neue Stätte zu bereiten. […] Den Dank für Errettung aus geistiger und körperlicher Zwangsarbeit erstatte ich der Heimat gern und voll mit meiner ganzen Lebensarbeit ab.“
So zog Diehl im Sommer 1922 nach Riga, wo er sich und seiner Familie eine neue Existenz aufbaute. Seine Töchter wurden 1922 und 1923, seine Söhne 1926 und 1931 geboren. Da Diehl anfangs die lettische Sprache nicht beherrschte und seine akademischen Abschlüsse aus dem Russischen Kaiserreich in der jungen Republik Lettland nicht anerkannt wurden, erhielt er keinen Lehrstuhl an der Universität. Er arbeitete an einer deutschen Schule in Mitau als Französisch-, Latein- und Griechischlehrer. Die Fakultät der Universität Riga beantragte am 2. September 1922 eine außerordentliche Professur für Diehl, die das Erziehungsministerium schließlich am 28. Juni 1929 bewilligte. Um einen ordentlichen Lehrstuhl zu erhalten, reichte Diehl 1937 bei der Universität eine Dissertation über Kallimachos ein, die er am 27. Mai 1938 verteidigte. Daraufhin wurde er zum 24. Mai 1939 zum ordentlichen Professor der Klassischen Philologie ernannt.
Seine wissenschaftliche Arbeit setzte Diehl während dieser Jahre ununterbrochen fort. Er blieb auch mit seinen akademischen Lehrern in St. Petersburg in Kontakt und nahm über Rostovtzeff und Zielinski Kontakt mit Forschern in Polen und Deutschland auf. Im Auftrag von Wilhelm Kroll verfasste er fast 100 Artikel für Paulys Realencyclopädie der classischen Altertumswissenschaft (RE) über die Topografie, Ethnografie und Geschichte der Schwarzmeerküste. Gemeinsam mit Samson Eitrem und Adolf Jacoby bearbeitete er den zweiten Band der Papyri Graecae magicae (1931) von Karl Preisendanz.
Nach dem deutschen Überfall auf Polen im September 1939 und der anschließenden deutschen Besetzung Polens siedelte Diehl mit seiner Familie 1939 zunächst ins „Wartheland“ um, dem von den Nationalsozialisten annektierten Teil Polens, dann nach Posen. Dort bemühte sich Diehl, eine gesicherte akademische Position zu erlangen. Noch 1940 trat er in die SA sowie in andere NS-Organisationen ein. Am 13. März 1942 beantragte er die Aufnahme in die NSDAP und wurde zum 1. April 1943 aufgenommen (Mitgliedsnummer 9.550.691). Gleichzeitig wurde er im März 1942 an der Reichsuniversität Posen zum außerordentlichen Professor der Alten Geschichte ernannt. Seine Lehre orientierte er am Curriculum der Klassischen Philologie und hielt sie von der nationalsozialistischen Ideologie frei.
Im Januar 1945 floh Diehl mit seiner Familie vor der anrückenden Roten Armee nach Thüringen und siedelte sich in Greiz an. Noch im Februar wurde er zum Volkssturm eingezogen und geriet schließlich in sowjetische Kriegsgefangenschaft. Nach einigen Monaten im Gefangenenlager bei Krasnogorsk wurde er am 13. September 1945 nach Frankfurt (Oder) entlassen. Er kehrte nach Greiz zurück und arbeitete zunächst als Dolmetscher an der Universität Jena. Er gehörte der Delegation um den Rektor Friedrich Zucker an, die bei der russischen Militärkommandantur in Berlin-Karlshorst über die Wiedereröffnung der Universität Jena verhandelte. Als am 1. Dezember 1945 die Universität den Lehrbetrieb aufnahm, wurde Diehl mit der Vertretung des archäologischen Lehrstuhls betraut. Doch bereits am 15. Dezember 1945 wurde er wegen seiner Mitgliedschaft in verschiedenen NS-Organisationen wieder entlassen. Er arbeitete bis 1947 als Dolmetscher, ehe er im Dezember 1947 zum Professor der Russischen Sprache berufen wurde. 1951 erhielt er eine Professur mit vollem Lehrauftrag für die Hilfswissenschaften der klassischen Altertumskunde. Doch schon am 2. Juni 1952 starb Diehl an den Folgen seiner Überarbeitung.
Diehls Lebenswerk, eine Quellensammlung zum gesamten Schwarzmeergebiet auf der Grundlage von Latyschews Scythica et Caucasica, kam wegen seines frühen Todes nicht zum Abschluss. Seine Vorarbeiten, insbesondere das Quellenbuch, gelangten zusammen mit seinem Nachlass an das Universitätsarchiv Jena. Seit der Wiederentdeckung (2000) plant Dirk Moldt eine Edition des biografischen Teils dieses Quellenbuches.

## Schriften (Auswahl)
- Chrestomathia graeca. Riga 1928.
- Hypomnema: De Callimachi librorum fatis capita selecta. Riga 1937 (Dissertation).
- Der Digressionsstil des Kallimachos. Riga 1937.